# Neosemidalis differens
Neosemidalis differens är en insektsart som beskrevs av Meinander 1972. Neosemidalis differens ingår i släktet Neosemidalis och familjen vaxsländor. Inga underarter finns listade i Catalogue of Life.